# Министър-председател
Министър-председателят е ръководител (наречен обикновено председател) на правителството (министерския съвет) и носител на мандата на изпълнителната власт в държавата. Използвани синоними са премиер, премиер-министър, първи министър, а в някои немскоговорещи страни – канцлер. Заместниците на министър-председателя се наричат заместник министър-председатели или вицепремиери.

## В България

### Министър-председател на редовно правителство
Съгласно действащата българска Конституция министър-председателят на България получава мандат за съставяне на правителството от президента и се избира на поста от Народното събрание.
Министър-председателят:
- предлага структурата на Министерския съвет за одобряване от Народното събрание;
- избира и предлага за одобряване от Народното събрание министрите в кабинета си;
- назначава и уволнява заместник-министрите на министерствата и другите ръководители на ведомства, които са пряко подчинени на МС.

Като носител на мандата на изпълнителната власт в правомощията на министър-председателя е подписването на постановления и други решения на МС.
Редовният мандат на председателя на Министерския съвет е със срок до края на мандата на съответното Народно събрание, което го е избрало. Подаването на оставка на министър-председателя означава оставка на цялото правителство. Няма ограничение за броя на мандатите на едно лице като министър-председател.

### Министър-председател на служебно правителство
Когато президентът разпуска парламента и насрочва парламентарни избори, той назначава служебно правителство.
Мандатът на служебното правителство е до избирането на следващо редовно правителство от следващия парламент.